# Cantón Caluma
Caluma es un cantón ecuatoriano de la Provincia de Bolívar. Conocida como la Capital Citrícola del Ecuador, por su vasta producción de naranja. 
Su cabecera cantonal es la ciudad de Caluma.

## Geografía
El cantón Caluma se encuentra ubicado a 62 km al sur occidente de Guaranda, capital de la Provincia de Bolívar en el Ecuador. Ocupa una superficie de 174,7 km². Es una zona muy rica en producción agrícola de productos subtropicales. 

### Relieve
El cantón Caluma presenta un relieve irregular, con pendientes de 40% en la parte alta y amplia sabana en la parte baja hacia la Costa.

### Hidrografía
El principal sistema hidrográfico del cantón es el río Caluma que aguas abajo toma el nombre de río Pita y, que se forma de la confluencia de los ríos Charquiyacu y Escaleras, este último conocido también con los nombres de Churipungo y San Antonio. A los ríos antes mencionados afluyen una serie de esteros y quebradas de menor importancia que conforman pequeños subsistemas y cubre toda la zona, entre los principales están: río Tablas afluente del Charquiyacu, las quebradas de Guarumal, Turumpacha, Guayabal, Naranja Pata, Santana, Las Chorreras y los esteros Diablo Huaycu, Leche y Pacaná, cuyas aguas van hacia los ríos San Antonio, Churipungo y Escaleras, los esteros del Pescado, Huamaspungo y Caluma que afluyen directamente al río Caluma.

### Límites cantonales
| Noroeste: Urdaneta | Norte: Echeandía | Noreste: Guaranda |
| Oeste: Urdaneta    |                  | Este: Guaranda    |
| Suroeste: Babahoyo | Sur: Chimbo      | Sureste: Chimbo   |

## División política
El cantón Caluma está formado por una sola parroquia: 
- Caluma

No cuenta con parroquias rurales.

## Demografía
El cantón Caluma, según la información del último Censo de Población y Vivienda, tiene una población de 13.129 habitantes, lo que representa un 7,15% de la población total de la provincia de Bolívar, proyectada al año 2014 con la tasa de crecimiento intercensal de 1.89% la población actual es de 14.150 habitantes.